# Bear Island (Maine)
Bear Island ist eine Insel im Bereich der Cranberry Islands im mittleren Küstenabschnitt des US-amerikanischen Bundesstaates Maine mit einem seit 1839 bestehenden Leuchtturm.

## Lage
Das Leuchtfeuer befindet sich im Südosten der gleichnamigen Insel, nur ca. 300 Meter vor der Küste von Mount Desert Island in der Eastern Way genannten Passage zum Northeast Harbor und Somes Sound. Etwa 1 Kilometer südlich befindet sich Sutton Island. Die Ortschaft Northeast Harbor auf Mount Desert Island liegt nordwestlich.  
Durch die Lage des Turms auf einem Hügel befindet sich das weiß blinkende, mit Sonnenenergie betriebene Licht auf einer Höhe von 100 Fuß (30, 5 Meter) oberhalb des Meeresspiegels.

## Geschichte
Der Beschluss zur Errichtung eines Leuchtturms am Südwestende dieser kleinen Insel erfolgte 1838, der Bauer William Moore verkaufte hierfür 2 Acre (ca. 8.100 m) an die Regierung.  Der erste, 1839 in Betrieb genommene Leuchtturm im westlichen Teil von Bear Island, war eine 8 Fuß (ca. 2,5 Meter) im Quadrat messende, aus weiß gestrichenem Tannenholz bestehende Konstruktion, die am Südende des Giebels des kleinen, aus Stein errichteten Haus des Leuchtturmwärters dieses kaum überragte. Die Kosten für den Erwerb des Geländes und die Errichtung der Gebäude beliefen sich auf rund 3.000 US-Dollar.
Im Jahre 1852 vernichtete ein Feuer diese eigenwillige Konstruktion, bereits im Folgejahr erfolgte der Ersatz durch einen Ziegelbau in eines zylindrischen Turmes, der direkt an das Haus des Leuchtturmwärters anschloss. Die Installation einer Fresnel-Linse fünfter Ordnung folgte im Jahr 1856, 1888 sah die Errichtung einer 1.000 Pfund schweren Nebelglocke nebst zugehöriger Mechanik. Seit 1887 befand sich ein Depot für Bojen und andere Seezeichen auf der Insel, dieses wurde später nach Southwest Harbor verlegt, wo sich auch ein Kohlebunker befand, wo die dafür notwendigen Schiffe neu beladen werden konnten. 
Die Jahre 1889 und 1890 brachte eine Rekonstruktion der gesamten Anlage, ein 31 Fuß (ca. 9,4 Meter) hoher, zylindrischer Turm wurde unter Verwendung der vorhandenen Fundamente errichtet. Das Haus des Leuchtturmwärters wurde auf Grundlage eines Holz-Skelettbaus neu errichtet, gleiches gilt für die Scheune. Der Ölspeicher und das Bootshaus sind jüngeren Datums. 
Im Jahr 1981 wurde das Leuchtfeuer außer Betrieb genommen und durch eine blinkende Boje ersetzt, 1987 erfolgte die Übergabe des Gebiets an den National Park Service, der es als Teil des Acadia National Park verwaltet. Die private Organisation Friends of Acadia führte in den folgenden Jahren umfangreiche Renovierungsarbeiten durch, die unter anderem dazu führten, dass 1989 eine Wiederaufnahme der Nutzung des Leuchtfeuers als private Navigationshilfe erfolgte. 
Das Gelände wurde vom National Park Service in einem langfristigen Mietvertrag an Martin Morad, einen Professor der Medizin und Pharmakologie an der Georgetown University, verpachtet, der für die Erhaltung der Gebäude verantwortlich ist.

## Tourismus
Das Gelände befindet sich zwar in öffentlichem Besitz, ist jedoch verpachtet und somit unzugänglich. Den besten Blick auf Bear Island bieten das täglich verkehrende Postboot beziehungsweise die Fähre zwischen Northeast Harbor auf Mount Desert Island und Spurling Point auf Great Cranberry Island. Während der Sommersaison verkehren von Northeast Harbor und Southwest Harbor Ausflugsboote.
Auch vom Maine State Highway 3 ist der Leuchtturm in südlicher Richtung sichtbar.

## Weblink
- Virtueller Führer